# Lerista eupoda
Lerista eupoda este o specie de șopârle din genul Lerista, familia Scincidae, descrisă de Smith 1996. Conform Catalogue of Life specia Lerista eupoda nu are subspecii cunoscute.